# 13192 Quine
13192 Quine este un asteroid din centura principală de asteroizi.

## Descriere
13192 Quine este un asteroid din centura principală de asteroizi. A fost descoperit pe 31 ianuarie 1997 la Prescott de Paul G. Comba. Asteroidul prezintă o orbită caracterizată de o semiaxă mare de 2,29 ua, o excentricitate de 0,14 și o înclinație de 0,7° în raport cu ecliptica.